# FK Iskra Danilovgrad
Fudbalski klub Iskra Danilovgrad (Фудбалски Клуб Искра Даниловград) – czarnogórski klub piłkarski z siedzibą w Danilovgradzie. Został utworzony w 1919 roku. Obecnie występuje w Drugiej lidze Czarnogóry.

## Stadion
Klub rozgrywa swoje mecze domowe na stadionie Stadion Braća Velašević w Danilovgradzie, który może pomieścić 2.000 widzów.

## Sezony
| Sezon                          | Liga                                             | Poziom | Miejsce |
| Federalna Republika Jugosławii |                                                  |        |         |
| 1999/00                        | Crnogorska liga                                  | III    | 1       |
| 2000/01                        | Druga liga SR Јugoslavije – Grupa Jug (Południe) | II     | 6       |
| 2001/02                        | Druga liga SR Јugoslavije – Grupa Jug (Południe) | II     | 11      |
| 2002/03                        | Druga liga SR Јugoslavije – Grupa Jug (Południe) | II     | 11      |
| Serbia i Czarnogóra            |                                                  |        |         |
| 2003/04                        | Crnogorska liga                                  | III    | 9       |
| 2004/05                        | Druga crnogorska liga                            | III    | 3       |
| 2005/06                        | Druga crnogorska liga                            | III    | 12 *    |
| Czarnogóra                     |                                                  |        |         |
| 2006/07                        | Treća liga – Srednja regija (grupa centralna)    | III    | 1       |
| 2007/08                        | Treća liga – Srednja regija (grupa centralna)    | III    | 4       |
| 2008/09                        | Treća liga – Srednja regija (grupa centralna)    | III    | 3       |
| 2009/10                        | Treća liga – Srednja regija (grupa centralna)    | III    | 1       |
| 2010/11                        | Druga liga                                       | II     | 4       |
| 2011/12                        | Druga liga                                       | II     | 9       |
| 2012/13                        | Druga liga                                       | II     | 11      |
| 2013/14                        | Treća liga – Srednja regija (grupa centralna)    | III    | 1       |
| 2014/15                        | Druga liga                                       | II     | 1       |
| 2015/16                        | Prva liga                                        | I      | 10      |
| 2016/17                        | Prva liga                                        | I      | 6       |
| 2017/18                        | Prva liga                                        | I      | 7       |
| 2018/19                        | Prva liga                                        | I      | 5       |
| 2019/20                        | Prva liga                                        | I      | 3       |
| 2020/21                        | Prva liga                                        | I      | ?       |

 * W wyniku przeprowadzonego 21 maja 2006 referendum niepodległościowego zadeklarowano zerwanie dotychczas istniejącej federacji Czarnogóry z Serbią (Serbia i Czarnogóra). W związku z tym po sezonie 2005/06 wszystkie czarnogórskie zespoły wystąpiły z lig Serbii i Czarnogóry, a od nowego sezonu 2006/07 Iskra Danilovgrad przystąpiła do rozgrywek Trećej crnogorskiej ligi.

## Sukcesy
- mistrzostwo Drugiej crnogorskiej ligi (1): 2015 (awans do Prvej crnogorskiej ligi).
- mistrzostwo Trećej crnogorskiej ligi (2): 2010 i 2014 (awanse do Drugiej crnogorskiej ligi, po wygranych barażach).
- mistrzostwo Trećej crnogorskiej ligi (1): 2007 (brak awansu do Drugiej crnogorskiej ligi, po przegranych barażach).
- mistrzostwo Crnogorskiej ligi (1): 2000 (awans do Drugiej ligi SR Јugoslavije).

## Europejskie puchary
Legenda do wszystkich tabel:
- Q – runda eliminacyjna, 1/16, 1/8, 1/4, 1/2 – odpowiednia faza rozgrywek, Grupa – runda grupowa, 1r gr – pierwsza runda grupowa, 2r gr – druga runda grupowa, F – finał, R – runda, PO – play-off
- k. – rzuty karne, los. – losowanie, Dogr. – dogrywka, w. – zasada bramek strzelonych na wyjeździe

| Sezon   | Rozgrywki               | Runda | Klub              | Dom             | Wyjazd          | Ogólnie         |
| ------- | ----------------------- | ----- | ----------------- | --------------- | --------------- | --------------- |
| 2020/21 | Liga Europy             | PQ    | FC Santa Coloma   | 0–0 (W), k: 4–3 | 0–0 (W), k: 4–3 | 0–0 (W), k: 4–3 |
| 2020/21 | Liga Europy             | 1Q    | Łokomotiw Płowdiw | 0–1 (D)         | 0–1 (D)         | 0–1 (D)         |
| 2022/23 | Liga Konferencji Europy | 1Q    | KF Laçi           | 0–1             | 0–0             | 0–1             |